# The American President
Este artículo es sobre la película. Para las oficinas del gobierno, vea Presidente de los Estados Unidos.
The American President (El presidente y Miss Wade en España y Mi querido presidente en Latinoamérica) es una película romántica de 1995 dirigida por Rob Reiner y escrita por Aaron Sorkin. Es protagonizada por Michael Douglas, Annette Bening, Martin Sheen, Michael J. Fox y Richard Dreyfuss. El compositor estuvo nominado al Óscar por esta película.

## Sinopsis
La historia trata sobre un presidente de Estados Unidos en ejercicio, viudo y con una hija, el cual se ve involucrado sentimentalmente con una mujer ecologista. La película muestra cómo su vida personal se entremezcla con las encuestas, su reelección, leyes, partidos políticos opositores y más.

## Elenco
- Michael Douglas – Presidente Andrew Shepherd
- Annette Bening – Sydney Ellen Wade
- Martin Sheen – A.J. MacInerney
- Michael J. Fox – Lewis Rothschild
- Anna Deveare Smith – Robin McCall
- Samantha Mathis – Jane Basdin
- Shawna Waldron – Lucy Shepherd, hija del presidente
- David Paymer – Leon Kodak
- Anne Haney – Mrs. Chapil
- Richard Dreyfuss – Senador Bob Rumson
- Nina Siemaszko – Beth Wade
- Wendie Malick – Susan Sloan
- Beau Billingslea – Cooper
- Gail Strickland – Esther MacInerney
- Joshua Malina – David
- John Mahoney – Leo Solomon
- Taylor Nichols – Stu

| Actores principales de la película. | Actores principales de la película. | Actores principales de la película. | Actores principales de la película. | Actores principales de la película. |
| ----------------------------------- | ----------------------------------- | ----------------------------------- | ----------------------------------- | ----------------------------------- |
|                                     |                                     |                                     |                                     |                                     |
| Michael Douglas.                    | Annette Bening.                     | Martin Sheen.                       | Michael J. Fox.                     |                                     |